# 1. Division (Luxemburg) 1920/21
Die 1. Division 1920/21 war die 11. Spielzeit der höchsten luxemburgischen Fußballliga.
Jeunesse Esch gewann den ersten Titel in der Vereinsgeschichte.

## Abschlusstabelle
| Pl. | Verein                    | Sp. | S | U | N  | Tore    | Quote | Punkte |
| --- | ------------------------- | --- | - | - | -- | ------- | ----- | ------ |
| 1.  | Jeunesse Esch             | 14  | 8 | 4 | 2  | 038:210 | 1,81  | 20:80  |
| 2.  | CS Fola Esch (M)          | 14  | 9 | 1 | 4  | 047:150 | 3,13  | 19:90  |
| 3.  | US Hollerich/Bonneweg     | 14  | 8 | 2 | 4  | 026:160 | 1,63  | 18:10  |
| 4.  | Stade Düdelingen          | 14  | 8 | 1 | 5  | 028:240 | 1,17  | 17:11  |
| 5.  | Red Boys Differdingen (N) | 14  | 6 | 2 | 6  | 042:310 | 1,35  | 14:14  |
| 6.  | Sporting Club Luxemburg   | 14  | 6 | 2 | 6  | 035:290 | 1,21  | 14:14  |
| 7.  | Racing Club Luxemburg     | 14  | 4 | 2 | 8  | 023:280 | 0,82  | 10:18  |
| 8.  | US Rümelingen (N)         | 14  | 0 | 0 | 14 | 011:860 | 0,13  | 0:28   |

| (M) | amtierender Meister             |
| (N) | Neuaufsteiger aus der Promotion |

### Kreuztabelle
Die Kreuztabelle stellt die Ergebnisse aller Spiele dieser Saison dar. Die Heimmannschaft ist in der linken Spalte, die Gastmannschaft in der oberen Zeile aufgelistet.
| 1920/21                 |     | Fola Esch | US Hollerick/Bonneweg | Stade Düdelingen | Red Boys Differdingen | Sporting Club Luxemburg | Racing Club Luxemburg | RUM  |
| ----------------------- | --- | --------- | --------------------- | ---------------- | --------------------- | ----------------------- | --------------------- | ---- |
| Jeunesse Esch           |     | 3:0       | 0:0                   | 1:0              | 4:2                   | 4:5                     | 0:0                   | 4:0  |
| Fola Esch               | 2:3 |           | 1:2                   | 0:1              | 4:0                   | 3:1                     | 3:1                   | 13:0 |
| US Hollerick/Bonneweg   | 0:1 | 0:3       |                       | 2:1              | 0:1                   | 1:1                     | 2:1                   | 5:0  |
| Stade Düdelingen        | 3:3 | 0:4       | 1:2                   |                  | 4:2                   | 3:1                     | 3:1                   | 3:0  |
| Red Boys Differdingen   | 4:4 | 2:3       | 2:1                   | 2:4              |                       | 7:0                     | 2:5                   | 13:0 |
| Sporting Club Luxemburg | 2:1 | 0:2       | 1:3                   | 6:0              | 0:0                   |                         | 2:0                   | 3:0  |
| Racing Club Luxemburg   | 0:3 | 1:1       | 0:4                   | 0:2              | 2:3                   | 3:1                     |                       | 5:1  |
| US Rümelingen           | 3:7 | 1:8       | 3:4                   | 0:3              | 0:2                   | 2:12                    | 1:4                   |      |

- Das Spiel Sporting Club Luxemburg - US Rümelingen wurde mit 3:0 kampflos gewertet.
- Das Spiel US Rümelingen - Stade Düdelingen wurde mit 0:3 kampflos gewertet.
- Die Begegnung Red Boys Differdingen - Fola Esch wurde nach einem Protest neu ausgetragen. Das erste Spiel endete mit 3:4.